# Fürstensteig

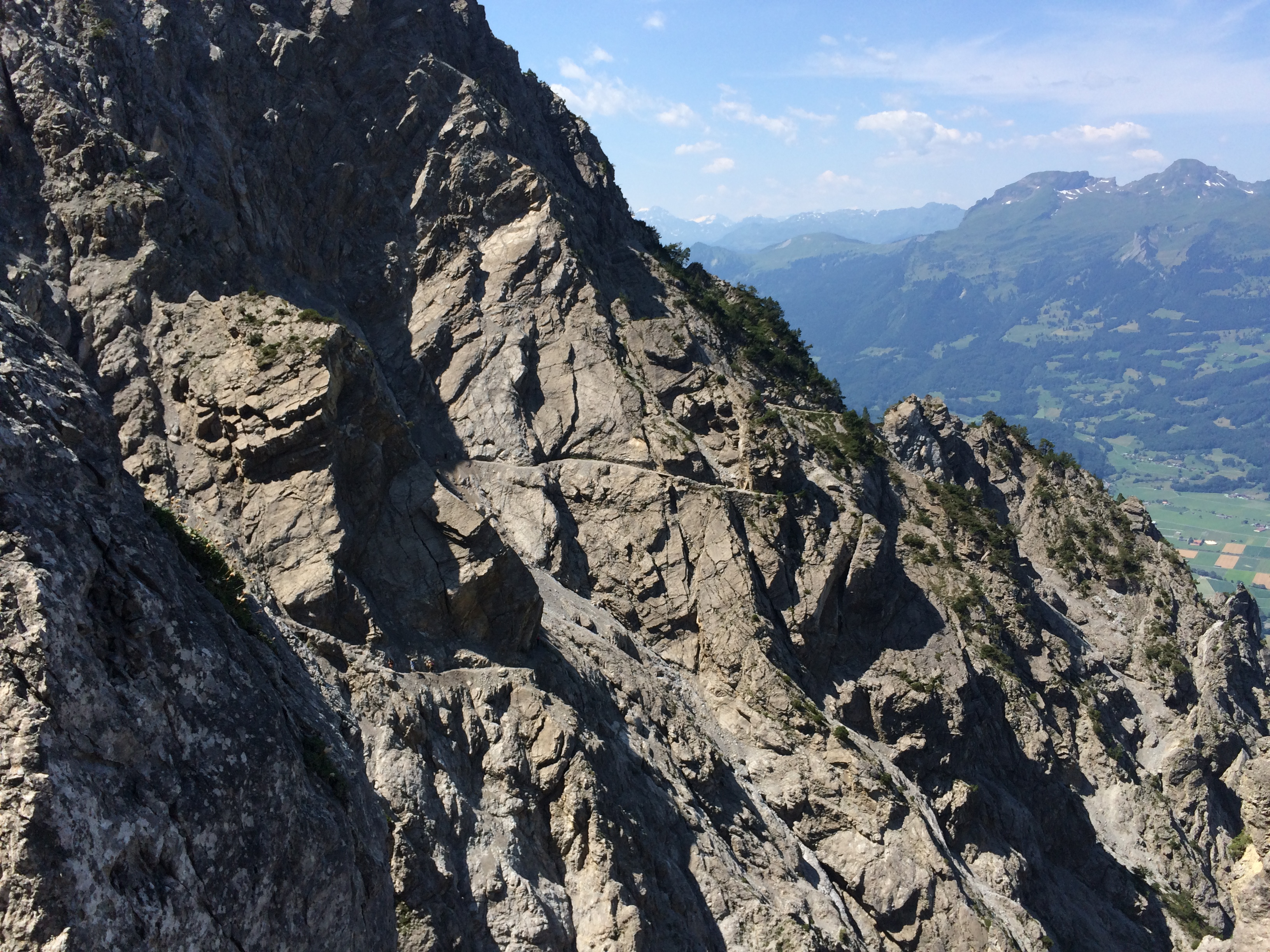
Wanderer auf dem Fürstensteig

Der Fürstensteig ist ein alpiner Wanderweg durch die Nordwestwand des Alpspitz (1942 m ü. M.) in Liechtenstein. Der in die Felswand geschlagene Pfad wurde 1898 eröffnet.
Der exponierte, gut gesicherte und von Wanderern begehbare schmale Bergpfad (Schwierigkeitsgrad T3) beginnt oberhalb des Weilers Gaflei in Triesenberg und endet am Gafleisattel (1853 m ü. M.).
Carl Schädler betrieb 1898 wesentlich den Bau des von Fürst Johann II. bezahlten Fürstensteiges, und er finanzierte aus eigener Tasche das Wegstück vom Gafleisattel bis auf die Kuhgratspitze sowie weitere Gebirgswege.
Der Weg kann an Gafleispitz (1982 m ü. M.) vorbei über Kuegrat (2123 m ü. M.) und Garsellikopf (2105 m ü. M.) bis zu den Drei Schwestern (2052 m ü. M.) fortgesetzt werden.